# Agave stricta
Agave stricta ist eine Pflanzenart aus der Gattung der Agaven (Agave). Ein englischer Trivialname ist „Hedgehog Agave“.

## Beschreibung
Agave stricta formt 1 bis 2 m lange Stämme, die sich verzweigen. Sie bildet im Alter kugelförmige, mehrköpfige Rosetten. Die variablen, kräftigen, linealisch bis lanzettförmig, längsgestreiften, grünen Blätter sind 25 bis 50 cm lang und 0,5 bis 0,8 cm breit. Die hellgelben Blattränder sind angeraut und fein gezahnt. Der nadelige graue Enddorn ist 1 bis 2 cm lang.
Der ährige, gerade bis gebogene Blütenstand wird 1,5 bis 2,5 m hoch. Die rot bis purpurfarbenen Blüten sind 25 bis 30 mm lang und erscheinen paarig an kurzen Stielen. Die trichterförmige Blütenröhre ist 8 bis 10 mm lang.
Die eiförmigen dreikammerigen Kapselfrüchte sind 12 bis 14 mm lang und 9 bis 10 mm breit. Die schwarzen Samen sind bis 3,5 mm lang und 4 bis 2,5 mm breit und 3 mm dick.

## Systematik und Verbreitung
Agave stricta wächst in semiariden Regionen in Mexiko in den Bundesstaaten Puebla und Oaxaca an kalkhaltigen Hängen, in 1700 bis 1850 m Höhe. Sie ist vergesellschaftet mit zahlreichen Kakteen- und Sukkulentenarten.
Die Erstbeschreibung durch Joseph zu Salm-Reifferscheidt-Dyck ist 1859 veröffentlicht worden. Synonyme sind Agave striata var. stricta Baker und Agave striata subsp. stricta B.Ullrich.
Agave stricta ist ein Vertreter der Gruppe Striatae. Die Art ist verwandt mit Agave striata, gleichwohl sind geringe Unterschiede der Form, Blatt- und Blütenstruktur erkennbar.
Ein nomenklatorisches Synonym ist Echinoagave stricta (Salm-Dyck) A.Vázquez, Rosales & García-Mor.